# Lény
Cette page présente le prénom Lény ainsi que ses variantes.
Lény est un prénom masculin dérivé de Léonard qui signifie « fort comme un lion ».
Il est fêté le 6 novembre.

## Popularité
En France ce prénom commence à se répandre à partir des années 2000. En 2005, 351 garçons nés en France portent ce nom.

## Variantes
- Lenny

## Personnalités portant ce prénom
- Pour l'ensemble des articles sur les personnes portant ce prénom, consulter :
  - la liste des articles dont le titre commence par ce prénom
  - les listes produites par Wikidata : Liste des personnes de prénom « Lény » — même liste en incluant les éventuels prénoms composés qui contiennent « Lény ».